# Sachalinspoorlijn
Sachalinspoorlijn (Russisch: Сахалинская железная дорога; Sachalinskaja zjeleznaja doroga) is de benaming voor het deel van de Russische spoorwegen dat zich op het eiland Sachalin bevindt. Het hoofdkantoor bevindt zich in het eilandcentrum Joezjno-Sachalinsk. In het spoorwegstation van Joezjno-Sachalinsk bevindt zich ook een museum over spoorwegtechnologie, waar ook Japans spoormaterieel tentoongesteld staat.

## Geschiedenis

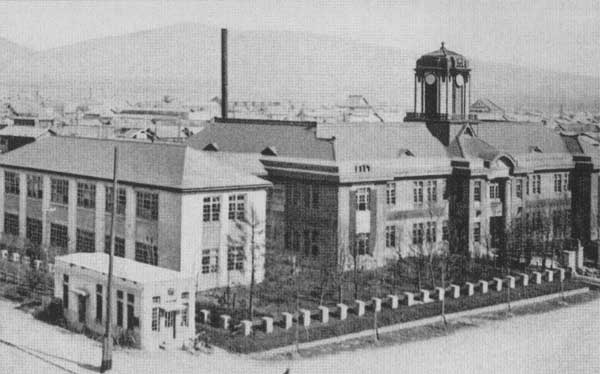
Hoofdkantoor van het Japanse spoorwegbestuur in Toyohara (Joezjno-Sachalinsk) in de jaren 1930

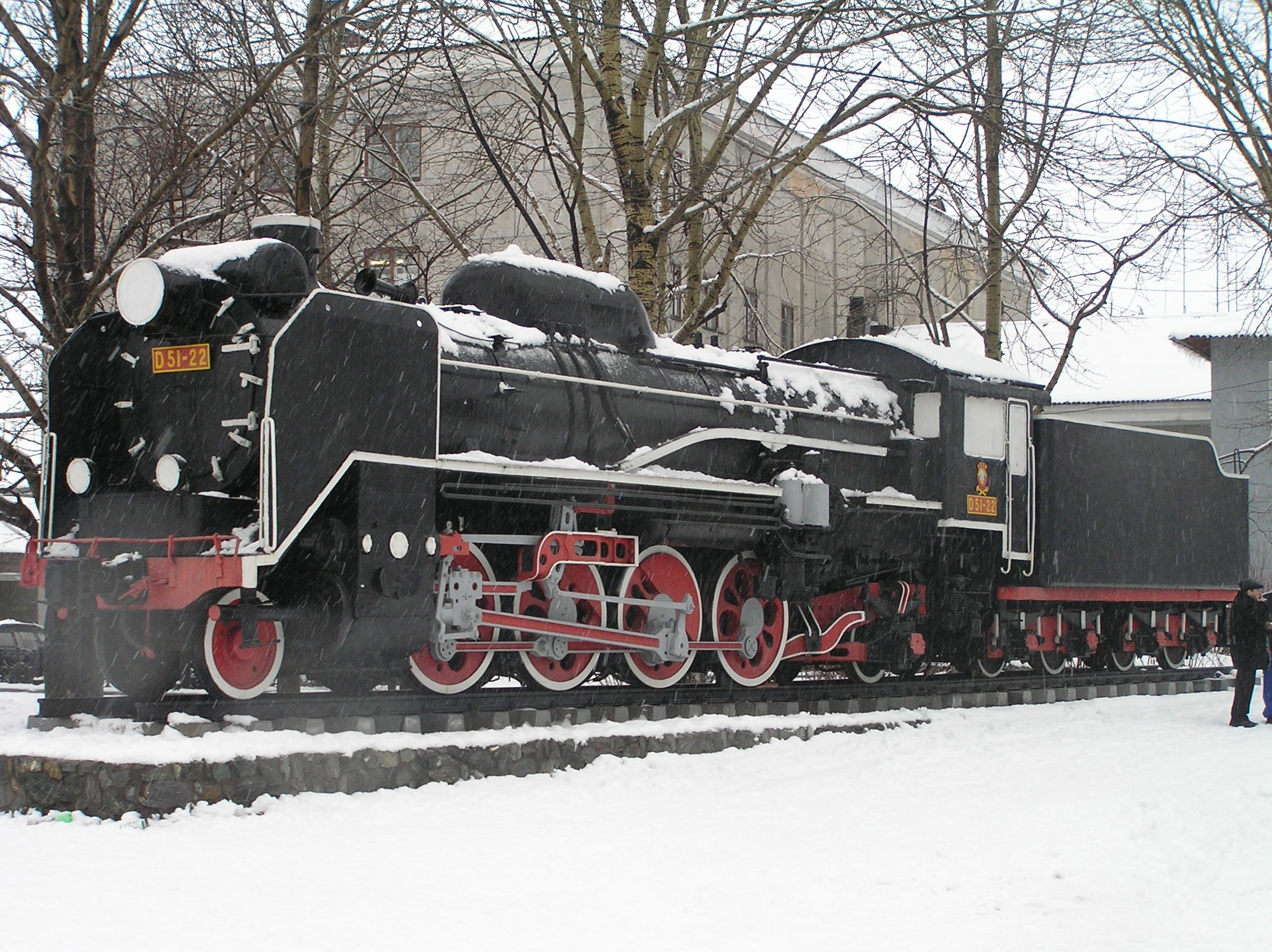
De Japanse stoomlocomotief D51 op het spoorstation van Joezjno-Sachalinsk

De aanleg van spoorlijnen op Sachalin begint na de Russisch-Japanse Oorlog (1904-05), als gevolg waarvan het zuidelijke deel van het eiland bij het Verdrag van Portsmouth aan Japan werd overgedragen, die het hernoemde tot Karafuto. Op het Japanse deel van het eiland werd daarop een stuk smalspoor aangelegd tussen Korsakov (toen Otomari geheten) naar Joezjno-Sachalinsk (toen Toyohara geheten) met een lengte van 42,5 kilometer bij een breedte van 600 millimeter. Deze spoorlijn werd later omgespoord naar de in Japan gebruikelijke breedte van 1067 millimeter. In 1911 volgde de bouw van een tak van Joezjno-Sachalinsk naar Starodoebskoje van 53,5 kilometer lengte. Van 1918 tot 1921 werden vervolgens de plaatsen Nevelsk (Honto), Cholmsk (Maoka), Tsjechovo (Noda) en Tomari (Tomarioru) aangesloten op het spoorwegnet.
Na de Tweede Wereldoorlog, waarbij het zuidelijke deel van Sachalin werd veroverd door de Sovjet-Unie, werden de spoorwegen en het spoormaterieel (waaronder stoom- en Diesellocomotieven) overgenomen door de Sovjetspoorwegen. De ingezette wagons waren grotendeels van Sovjetmakelij en werden verbouwd om te kunnen worden gebruikt op smalspoor. In de locomotieffabriek van Ljoedinovo (oblast Kaloega) werden de diesellocomotieven TG16 en TG21 gebouwd, speciaal voor de inzet op Sachalin.
In de Sovjetperiode werd het lijnennet op Sachalin verder uitgebreid naar het noorden, met als eindstation Nogliki. In 1992 had het een totale lengte van 1072 kilometer. In 2006 was hiervan nog 805 kilometer in gebruik. Weinig gebruikte delen werden namelijk gesloten na de val van de Sovjet-Unie, zoals bijvoorbeeld het spoor tussen Datsjnoje en Aniva en tussen Dolinsk en Starodoebskoje.

## Verbinding met het vasteland
Vanaf de 19e eeuw waren er reeds plannen voor de verbinding van Sachalin met het vasteland van Rusland. In de jaren 1950 werd een poging ondernomen om een Sachalintunnel te bouwen onder de Tatarensont, maar de plannen werden opgegeven na de dood van Stalin en in 1973 werd in plaats hiervan een spoorpont ingezet naar het eiland, die vaart tussen Vanino (Verre Oostelijke spoorlijn) en Cholmsk. De spoorbreedte is echter niet gelijk, zodat een aswissel noodzakelijk is, hetgeen de kosten van transport doet oplopen tot tienmaal die op het vasteland. Tot op heden is de Russische overheid mede daarom van plan om een vaste verbinding te creëren tussen Sachalin en het vasteland, maar concrete plannen hiervoor bestaan nog niet. Op het eiland is men sinds 2004 bezig met het omzetten van al het spoor naar de in Rusland gebruikelijke spoorbreedte van 1520 millimeter; deze werkzaamheden zijn in 2019 voltooid.